# Juan García García
Juan García García (Luarca, 2 luglio 1926 – Guaynabo, 24 dicembre 2003) è stato un cestista cubano.

## Carriera
Ha preso parte ai Giochi della XIV Olimpiade. Ha partecipato anche ai successivi Giochi della XV Olimpiade, disputando sei partite e segnando 20 punti.